# Timár
Timár ist eine ungarische Gemeinde im Kreis Nyíregyháza im Komitat Szabolcs-Szatmár-Bereg. Von den Bewohnern gehören ungefähr sechs Prozent zur Volksgruppe der Roma und zwei Prozent zur Volksgruppe der Russinen.

## Geografische Lage
Timár liegt ungefähr 29 Kilometer nordwestlich des Komitatssitzes und der Kreisstadt Nyíregyháza am linken Ufer des Flusses Theiß. Nachbargemeinden sind Szabolcs im Nordosten, Rakamaz im Süden, Tokaj im Südwesten und Zalkod im Norden jenseits des Flusses.

## Geschichte
Der Name des Ortes leitet sich wahrscheinlich vom Beruf des Gerbers (ungarisch timár) ab. Die Siedlung mit dort wohnhaften Gerbern wurde bereits in einer Urkunde aus dem 11. Jahrhundert als Besitztum der Burg Szabolcs erwähnt. Nach dem Frieden von Szatmár wurde der Ort Eigentum der Schatzkammer, die ihn gegen Ende des 17. Jahrhunderts mit römisch-katholischen und griechisch-katholischen russinischen Siedlern bevölkerte. Im Jahr 1800 brannte die Ortschaft durch ein großes Feuer fast vollständig nieder, wurde aber bald wieder aufgebaut. Im Jahr 1913 gab es in der damaligen Großgemeinde 285 Häuser und 1549 Einwohner auf einer Fläche von 3131 Katastraljochen. Sie gehörte zu dieser Zeit zum Bezirk Dada felső im Komitat Szatmár.

## Söhne und Töchter der Gemeinde
- András Zajácz (1928–2013), Maler
- Mihály Csisztu (1933–2008), Maler und Graphiker

## Sehenswürdigkeiten
- Griechisch-katholische Kirche Istenszülő születése, erbaut 1795 im spätbarocken Stil, 1944 wurde ein Teil der Kirche schwer beschädigt und der Turm zerstört, 1948 wurden die Schäden repariert
- Kruzifix
- Römisch-katholische Kirche Jézus Szíve
- 1848er- und Weltkriegsdenkmal

## Verkehr
Durch Timár verläuft die Landstraße Nr. 3821. Es bestehen Busverbindungen über Szabolcs und Balsa nach Gávavencsellő, über Rakamaz nach Tokaj sowie über Tiszanagyfalu, Virányos und Nyírtelek nach Nyíregyháza. Der nächstgelegene Bahnhof befindet sich fünf Kilometer südlich in Rakamaz. Weiterhin gibt es eine Fährverbindung über den Fluss Theiß in Richtung der Gemeinde Zalkod.